# Against
Against è il settimo album dei Sepultura, pubblicato nel 1998.
Fu il primo disco dopo la fuoriuscita dal gruppo di Max Cavalera, sostituito dal cantante Derrick Green.

## Il disco
Nell'album furono aumentate le influenze hardcore.
Against perse molti colpi, sia a livello commerciale che a livello critico. La maggior parte delle critiche andò alla voce di Derrick Green (considerata da molti fan inadeguata) al quasi totale abbandono del thrash metal, e all'assenza di riff complessi in favore di melodie più orecchiabili.

## Tracce
1. Against – 1:54
2. Choke – 3:36
3. Rumors – 3:04
4. Old Earth – 4:28
5. Floaters in Mud – 4:58
6. Boycott – 3:10
7. Tribus – 1:38
8. Common Bonds – 2:58
9. F.O.E. – 2:08
10. Reza – 2:16
11. Unconscious – 3:37
12. Kamaitachi – 3:03
13. Drowned Out – 1:28
14. Hatred Aside – 5:13
15. T3rcermillennium – 3:55

### Tracce bonus versione brasiliana
1. Gene Machine/Don't Bother Me (cover dei Bad Brains) – 2:52
2. Prenúncio – 5:10

## Formazione
- Igor Cavalera - batteria
- Andreas Kisser - chitarra
- Derrick Green - voce
- Paulo Jr. - basso

## Singoli
- "Choke" - pubblicato nel 1998.
- # "Choke"
- # "Gene Machine / You Don't Bother Me"
- # "Against"
- "Against" - pubblicato nel 1999
- # "Against"
- # "The Waste"
- # "Tribus"
- # "Common Bonds".
- "Tribus" - pubblicato nel 1999
- # The Waste
- # Tribus demo
- # Common Bonds alternate mix
- # Unconscious demo
- # F.O.E. extended mix
- # Prenúncio